# Tiverzi
I tiverzi sono una popolazione slava che visse tra il IX e il XII secolo nell’area tra i fiumi Dnepr e Don, nell’attuale Ucraina e Russia meridionale. Erano alleati della Rus' di Kiev e parteciparono a diverse campagne militari contro i Bizantini, i Bulgari, i Peceneghi e i Cumani. I tiverzi erano organizzati in tribù e principati autonomi, ma riconoscevano l'autorità del Gran Principe di Kiev. La loro religione era pagana, ma alcuni si convertirono al cristianesimo ortodosso. I tiverzi scomparvero gradualmente dalla storia dopo il XII secolo, a causa delle invasioni mongole e della fusione con altri popoli slavi.